# Ivan Trojan
Ivan Trojan, né le 30 juin 1964 à Prague en Tchécoslovaquie, est un acteur tchèque.

## Filmographie partielle

### Cinéma
- 2000 : Samotáři de David Ondříček
- 2008 : Karamazovi de Petr Zelenka
- 2011 : Viditelny svet de Peter Kristúfek
- 2012 : In the Shadow (Ve stínu) de David Ondříček
- 2014 : Díra u Hanusovic de Miroslav Krobot
- 2016 : Andel Páne 2 de Jirí Strach
- 2020 : Le Procès de l'herboriste (Šarlatán) d'Agnieszka Holland

### Télévision
- 2013 : Sacrifice (Horící ker) d'Agnieszka Holland

## Distinction
- Festival international du film de Karlovy Vary 2024 : prix du président pour la contribution au cinéma tchèque[1]